# Phymatostetha martyr
Phymatostetha martyr är en insektsart som beskrevs av Jacobi 1905. Phymatostetha martyr ingår i släktet Phymatostetha och familjen spottstritar. Inga underarter finns listade i Catalogue of Life.